# Тит Вергиний Трикост Целиомонтан (консул 496 года до н. э.)
Тит Вирги́ний Трико́ст Целиомонта́н (лат. Titus Verginius Tricostus Caeliomontanus) — древнеримский государственный деятель, консул 496 года до н. э. вместе с Авлом Постумием Альбом Регилленом.
Консульство Тита, согласно Ливию, пришлось на время Первой Латинской войны. По его словам, Авл Постумий Альб отрекся от звания консула, но был назначен диктатором. Дионисий Галикарнасский утверждал, что Тит Виргиний командовал отрядом в составе армии диктатора во время войны.